# Give More Love
| Críticas profissionais                                                      | Críticas profissionais |
| Avaliações da crítica                                                       | Avaliações da crítica  |
| Fonte                                                                       | Avaliação              |
| --------------------------------------------------------------------------- | ---------------------- |
| Allmusic                                                                    | [ 1 ]                  |
| Esta tabela precisa de ser acompanhada por texto em prosa. Consulte o guia. |                        |

|-
Give More Love é o décimo nono álbum de estúdio de Ringo Starr, lançado em 15 de setembro de 2017.
O álbum contará com a participação de vários amigos de Ringo, entre eles seu ex-companheiro de Beatles, Paul McCartney, bem como colaboradores freqüentes como Joe Walsh, Dave Stewart, Gary Nicholson e membros da All-Starr Band.

## História
Starr anunciou oficialmente o álbum em 7 de julho de 2017, no seu 77º aniversário, e simultaneamente lançou a faixa-título através de serviços de transmissão e download digital. O álbum será lançado em CD e na plataforma digital em 15 de setembro de 2017, com um lançamento em vinil definido uma semana depois, em 22 de setembro.
O álbum consiste de dez novas faixas originais e quatro faixas extras. As faixas bônus são todas re-gravações de músicas lançadas anteriormente por Starr. A re-gravação do single "Back Off Boogaloo" é baseada na demo original da música e apresenta o fundador da Electric Light Orchestra, Jeff Lynne, e o membro da banda The Eagles, Joe Walsh no violão. A re-gravação de "You Can not Fight Lightning" do álbum Stop and Smell the Roses apresenta a banda sueca Alberta Cross, e as re-gravações da música "Photograph" e de sua música dos Beatles "Don't Pass Me By" apresentam a banda americana Vandaveer. A faixa "King of the Kingdom" marca a primeira vez que Starr foi creditado como o único compositor de uma nova música em 36 anos, desde seu álbum Stop and Smell the Roses, em 1981.
Em 28 de julho, foi lançada a música We’re On the Road Again, com a participação do seu ex-companheiro de Beatles, Paul McCartney. Em seguida, duas músicas country foram lançadas como singles: "So Wrong For So Long" foi lançada em 18 de agosto, enquanto "Standing Still" foi lançada em 8 de setembro.

## Faixas
| N.º | Título                    | Compositor(es)                  | Duração |  |
| 1.  | "We’re On the Road Again" | Richard Starkey, Steve Lukather | 4:23    |  |
| 2.  | "Laughable"               | Starkey, Peter Frampton         | 2:58    |  |
| 3.  | "Show Me the Way"         | Starkey, Lukather               | 4:42    |  |
| 4.  | "Speed of Sound"          | Starkey, Richard Marx           | 3:45    |  |
| 5.  | "Standing Still"          | Starkey, Gary Burr              | 3:06    |  |
| 6.  | "King of the Kingdom"     | Starkey                         | 4:35    |  |
| 7.  | "Electricity"             | Starkey, Glen Ballard           | 3:38    |  |
| 8.  | "So Wrong For So Long"    | Starkey, Dave Stewart           | 4:02    |  |
| 9.  | "Shake It Up"             | Starkey, Gary Nicholson         | 3:01    |  |
| 10. | "Give More Love"          | Starkey, Nicholson              | 4:00    |  |

| Bônus (CD) |                            |                                  |         |  |
| N.º        | Título                     | Compositor(es)                   | Duração |  |
| 1.         | "Back Off Boogaloo"        | Starkey                          | 2:55    |  |
| 2.         | "Don't Pass Me By"         | Starkey                          | 3:38    |  |
| 3.         | "You Can't Fight Lighting" | Starkey                          | 4:21    |  |
| 4.         | "Photograph"               | Richard Starkey, George Harrison | 3:35    |  |

## Pessoal[9]
Músicos
- Ringo Starr – vocal, percussão (1-11), bateria (1-4, 6-11), guitarra (11), piano (12)
- Steve Lukather – guitarra (1, 3, 4), teclado (1, 3), backing vocals (1)
- Joe Walsh – guitarra (7, 11), backing vocals (1)
- Peter Frampton – guitarra (2, 4), backing vocals (2)
- Greg Leisz – guitarra (5, 8)
- Steve Dudas – guitarra (5, 6, 9, 10)
- Dave Stewart – guitarra (6, 8)
- Gary Nicholson – guitarra (9)
- Jeff Lynne – guitarra (11)
- Petter Ericson Stakee – guitarra (13), backing vocals (13), percussão (13)
- Matthew Pynn – guitarra (13)
- J. Tom Hnatow – guitarra (12, 14)
- Mark Charles Heidinger – guitarra (12, 14), baixo (12, 14), vocais (12, 14)
- Jim Cox – teclado (1, 3, 8, 10)
- Benmont Tench – teclado (2, 7)
- Edgar Winter – piano (9), saxofone (6), backing vocals (1)
- Glen Ballard – teclado (7), backing vocals (7)
- Pete Remm – teclado (13)
- Bob Malone – piano (11)
- Paul McCartney – baixo (1, 3), backing vocals (1)
- Nathan East – baixo (4, 5, 6, 8, 11)
- Don Was – baixo (7, 9)
- Matt Bissonette – baixo (10)
- Erik MacQueen – baixo (13)
- Fredrik Aspelin – bateria (13), percussão (13)
- Robby Consenza – bateria  (12, 14), percussão (12, 14), harmonica (12)
- Bruce Sugar – caixa de ritmos (5), teclado (6)
- Greg Bissonette – percussão (10)
- Timothy B. Schmit – backing vocals (2, 3, 10)
- Richard Page – backing vocals (2, 3, 10)
- Amy Keys – backing vocals (2, 3, 4, 6, 7, 9, 10)
- Windy Wagner – backing vocals (4, 6, 7, 9)
- Gary Burr – backing vocals (5, 8), guitarra (5)
- Georgia Middleman – backing vocals (5, 8)
- Rose Guerin – vocal (12, 14)
- Viktor Buck – backing vocals (13)
- Peter R Ericson – backing vocals (13)

Produção
- Ringo Starr – produtor, mixagem
- Bruce Sugar – gravação, mixagem, edição
- Viktor Buck –  engenharia  (13)
- Peter R. Ericson –  produção adicional  (13)
- Fred Appelquist –  engenharia